# オクトコントラバスクラリネット
オクトコントラバスクラリネットは、クラリネット族の中で最も大きく最も低音の楽器である。その音程はコントラバスクラリネットの下のオクターブ、また標準のB♭ソプラノクラリネットより3つ低いオクターブである。
ギネス・ワールド・レコーズはオクトコントラバスクラリネットを、あらゆるオーケストラの楽器の中で最も低い音程を持つ楽器として記載している。一般的なピアノの最低音よりも1オクターブ弱低いB♭-1（周波数約14.6Hz）を吹くことができ、これは人間にはほとんど音程として聴き分けることができない周波数である。
1939年、一本だけがルブランによって生産され、少なくともそのための3つの楽曲がノルウェー人の作曲家 Terje Lerstad によって書かれている (Trisonata, Op. 28; De Profundis, Op. 139; and Mirrors in Ebony for clarinet choir, Op. 134)。演奏の録音は知られていない。
2023年、ドイツのマーティン・フォークはC-0まで吹くことができるコントロールワイヤーなどを用いたベーム式のオクトコントラバスクラリネットを販売用として製造した。